# Anton Samokhvalov
Anton Samokhvalov (en rus Антон Самохвалов) (18 de novembre de 1986) és un ciclista rus, professional des del 2015. El seu germà bessó Dmitri també és ciclista professional.

## Palmarès
- 2009
  - 1r al Gran Premi Gilbert Bousquet
- 2010
  - 1r al Trofeu de l'Essor
- 2013
  -  Campió de Rússia de muntanya
  - 1r al Gran Premi Udmúrtskaia Pravda
- 2014
  - 1r al Memorial Viktor Kapitonov
  - Vencedor d'una etapa al Friendship People North-Caucasus Stage Race
- 2015
  -  Campió de Rússia en ruta per equips
  -  Campió de Rússia en contrarellotge per parelles (amb Dmitri Samokhvalov)
  - 1r al Friendship People North-Caucasus Stage Race i vencedor d'una etapa